# Buslijn 35 (Amsterdam)

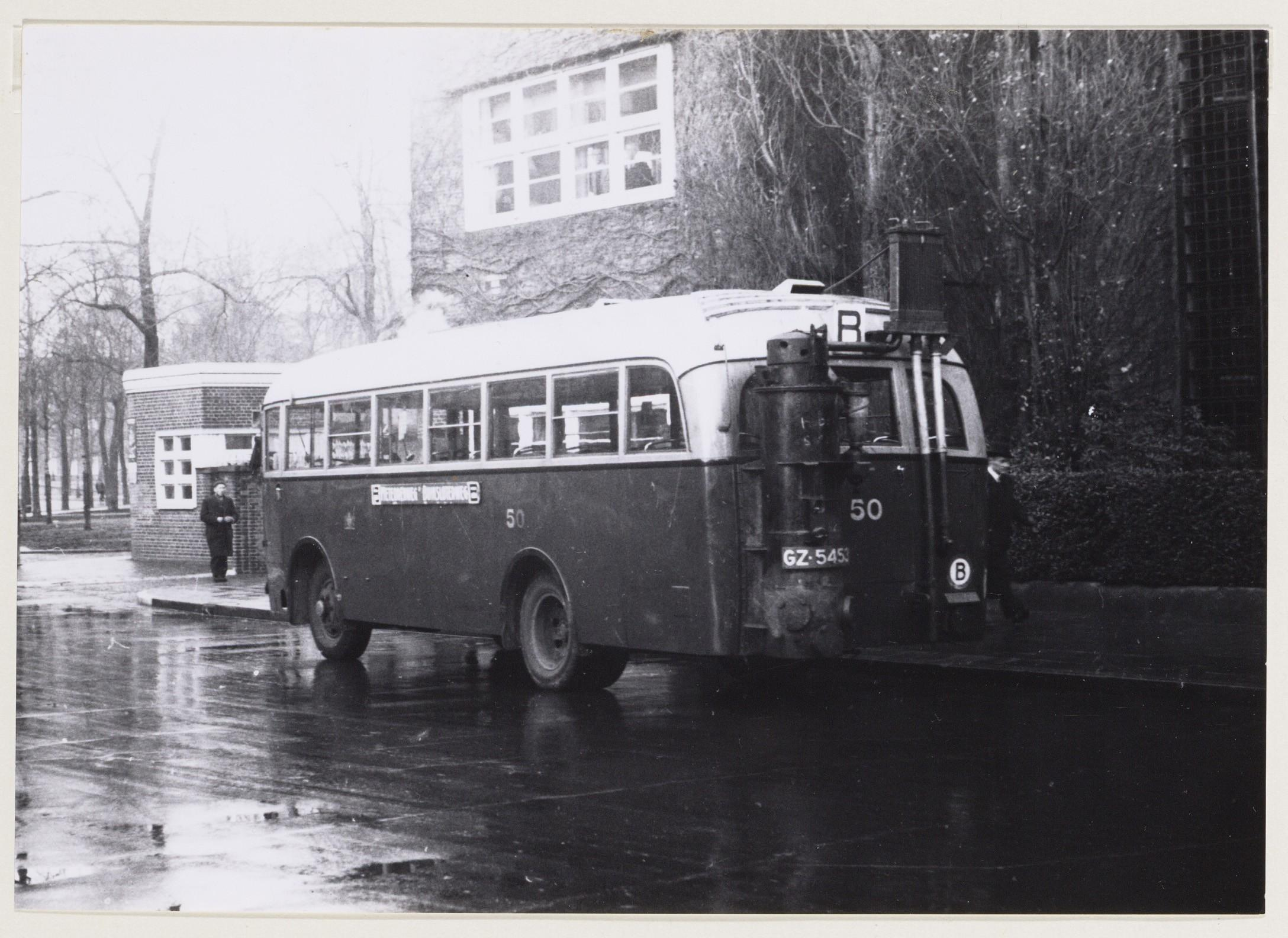
Bus 50 op lijn B met achterop houtgasgenerator in de oorlogsjaren

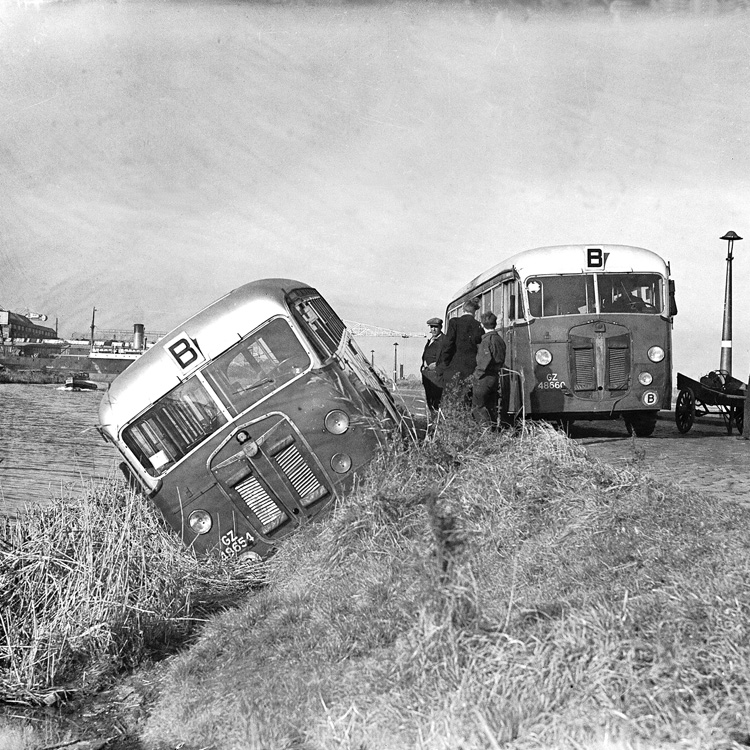
Ongeluk met een bus van lijn B die van de Cornelis Douwesweg bijna Zijkanaal I inreed; 6 november 1946.

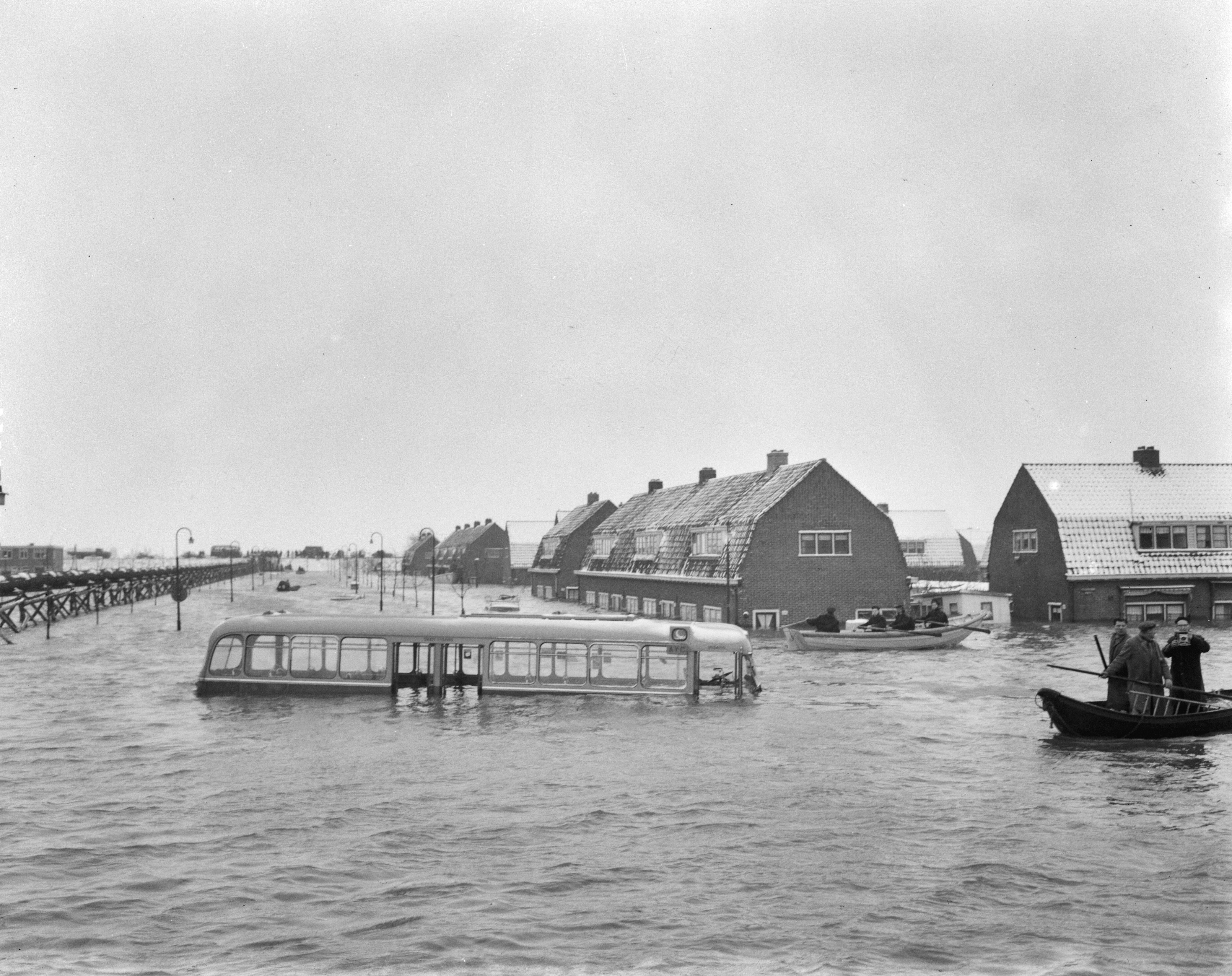
Bus 65 half onder water verdwenen 14 januari 1960

Buslijn 35 is een Amsterdamse buslijn geëxploiteerd door het GVB die de noordwestelijke wijk Molenwijk via Tuindorp Oostzaan en het Mosplein verbindt met het noordoostelijk gelegen Nieuwendam en Buikslotermeer.

## Geschiedenis

### Lijn B
De lijn bestaat al 100 jaar en werd op 20 november 1924 als lijn B ingesteld tussen het Mosplein en het Beursplein waarbij het IJ per Buiksloterwegpont werd overgestoken. Op 3 april 1925  werd de lijn van het Mosplein doorgetroken naar Tuindorp Oostzaan na het gereed komen van de brug over het Zijkanaal 1. Op 15 januari 1931 werd de lijn ingekort tot het Stationsplein en reed niet meer naar het Beursplein. Op 17 maart 1932 werd de lijn ingekort tot de Buiksloterweg en ging voortaan niet meer met de pont over. De passagiers moesten nu te voet van de pont gebruikmaken en op de Ruyterkade kon gebruik worden gemaakt van tramlijn 22 om het Centraal Station welke lijn met een overstapje gratis was en anders moest men één cent betalen. In Tuindorp Oostzaan werd de lijn met het voortschrijden van de bebouwing steeds verder over de Meteorenweg doorgetrokken tot op 29 oktober 1936 de Kometensingel werd bereikt. Dit was toen de uiterste uithoek van Amsterdam Noord.
In 1940 werden de passagiers van de tijdelijk opgeheven lijn L verwezen naar lijn B. Als een van de laatste buslijnen bleef de lijn met veel moeite en met alternatieve brandstof tot 6 september 1944 rijden. In september 1945 kwam de lijn als een van de eerste buslijnen weer indienst.
In 14 januari 1960 brak de dijk in het Zijkanaal H nabij Tuindorp Oostzaan en liep de wijk onder water. Lijn B werd tijdelijk ingekort tot de rand van het tuindorp. Een bus was door het water ingesloten en stond onder water en liep grote schade op maar werd toch hersteld. In de zomer van 1962 werd lijn A wegens personeelstekort tijdelijk opgeheven.
De passagiers werden verwezen naar lijn B die een kleine routewijziging kreeg,

### Lijn 35

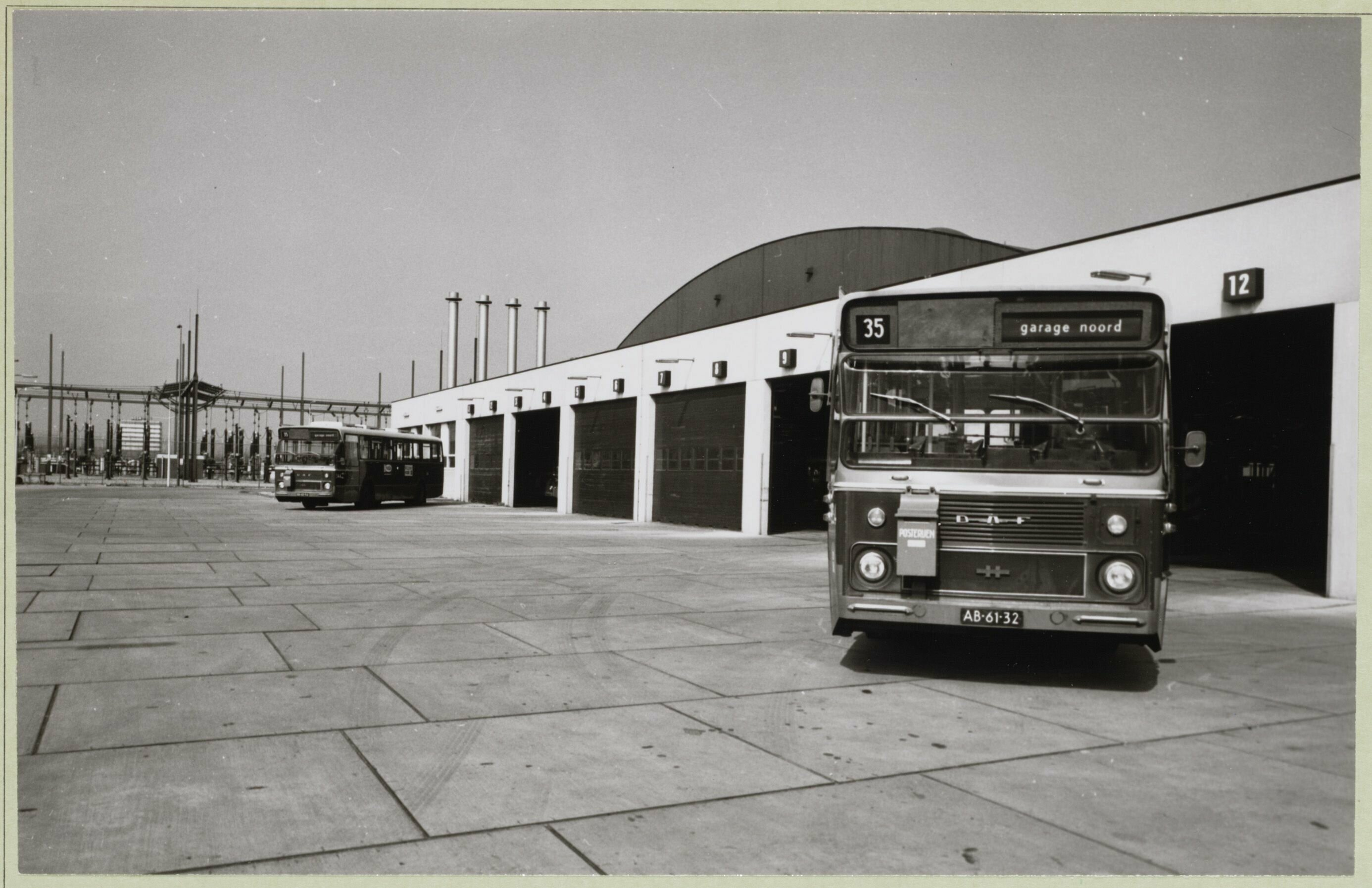
Bus 334 op lijn 35 bij garage Noord in 1971

Op 27 maart 1966 werd lijn B vernummerd in lijn 35 maar de route bleef gelijk. Op 9 december 1968 werd lijn 35 vanaf Tuindorp Oostzaan verlengd naar de Stellingweg in de nieuwe wijk Molenwijk. Op 31 oktober 1968 met de opening van de IJtunnel werd lijn 35 vanaf het Mosplein verlegd via de tunnel naar het Stationsplein. Ook werd de route verlegd via de Kamperfoelieweg. Op 11 januari 1988 werd in Molenwijk de lijn van de Petmolen verder over de Stellingweg doorgetrokken naar een nieuw eindpunt bij het winkelcentrum. In mei 1990 werd de lijn verlegd via een nieuwe wijk langs Atatürk. 
De grootste wijziging van de lijn vond plaats in september 1994 toen de lijn via de route van lijn 28 vanaf het Stationsplein werd doorgetroken naar Station Sloterdijk. Aanvankelijk werd tussen Station Sloterdijk en de Transformatorweg gereden via de Kingsfordweg en de Sloterdijkerweg maar al snel werd de route weer teruggelegd via de Basisweg. In de avonduren en het weekeinde werd echter naar de Zaanstraat gereden. Niet alle bussen reden echter door. In de spitsuren, de avonduren en het weekeinde reed de helft van de bussen de korte route tot het Stationsplein. Gelijktijdig werd een versterkingsdienst onder het lijnnummer 35E (vanuit garage west) ingesteld tussen het Station Sloterdijk en de grafische school nabij de Isolatorweg en de Transformatorweg. Op 1 januari 1995 werd deze lijn 35E vernummerd in lijn 46

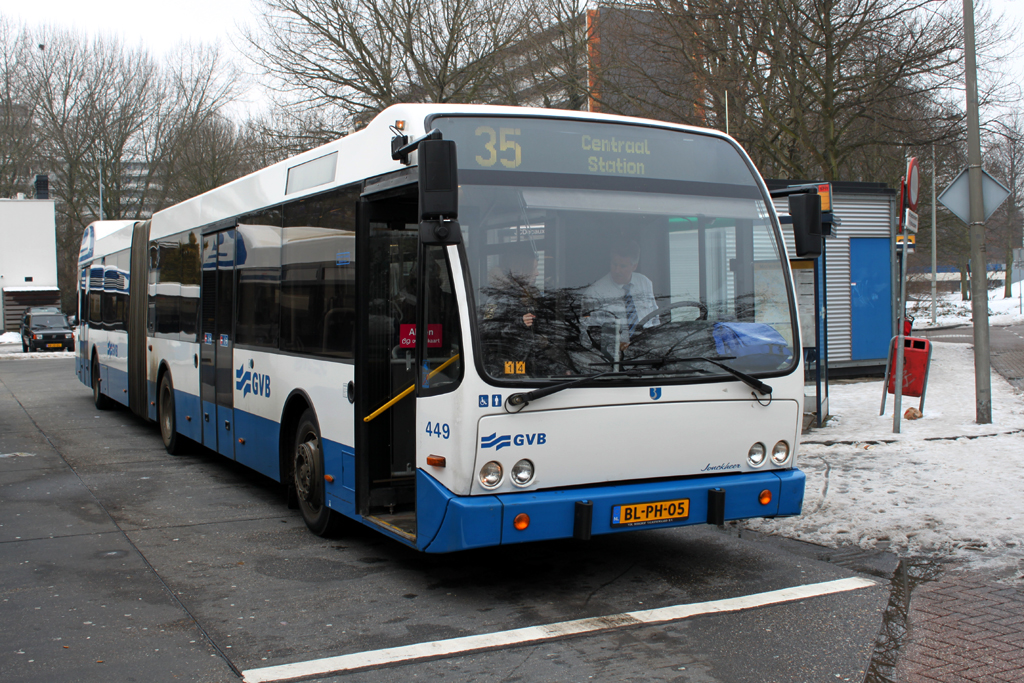
Jonckheer gelede bus 449 op lijn 35 eindpunt Molenwijk in 2010

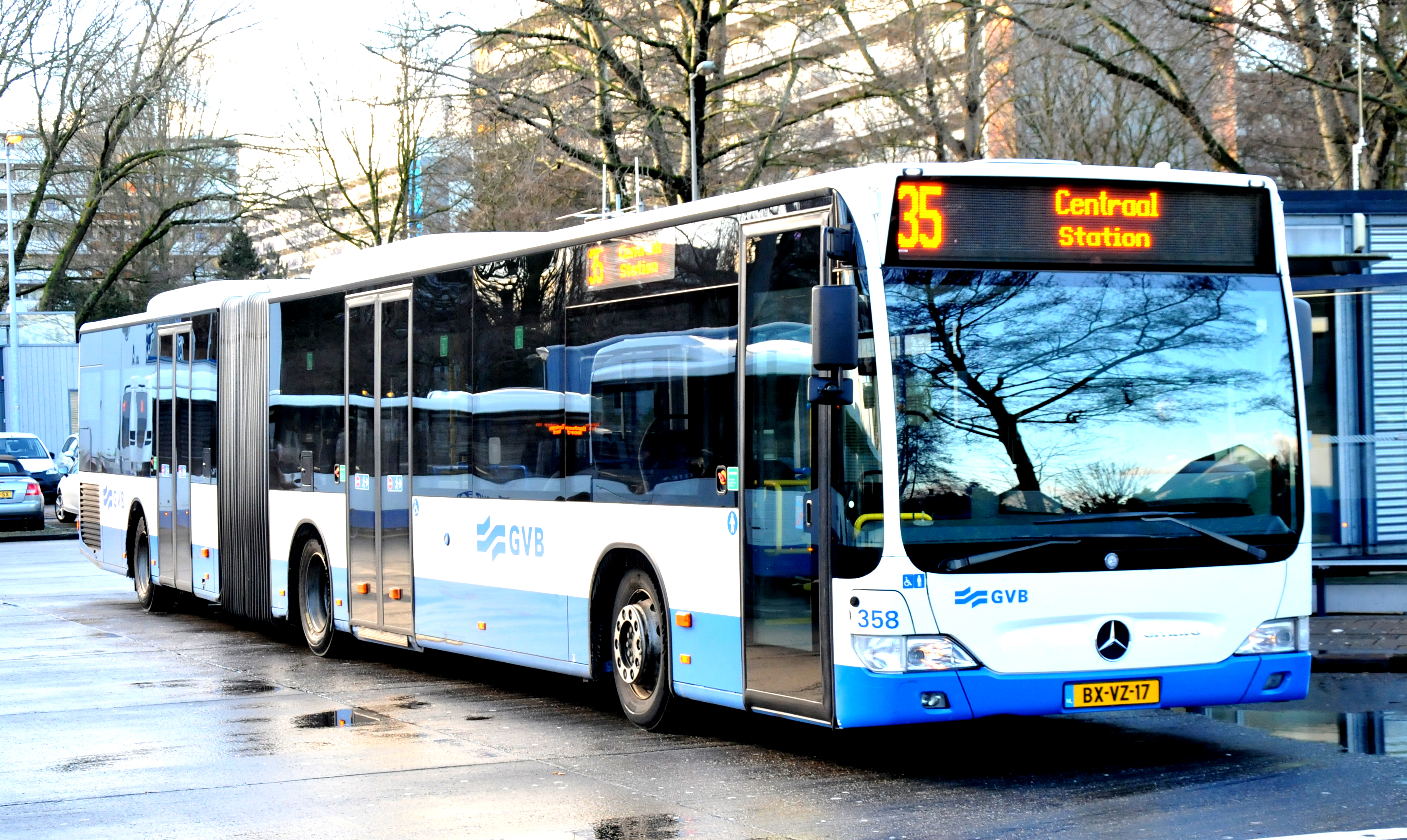
Citaro gelede bus 358 op zelfde plaats in 2015

Door de onregelmatige dienstuitvoering mede veroorzaakt door de vaak voorkomende file op het westelijke traject werd in 2001 lijn 35 weer ingekort tot zijn oude route en verscheen op het westelijke traject lijn 48 en in de avonduren en het weekeinde lijn 49. Sindsdien is de route van lijn 35 weer alleen tussen Molenwijk en het Centraalstation. Op 14 december 2014 kreeg de lijn zijn eindpunt op het busstation IJsei achter het Centraal Station.
Sinds 28 mei 2006 wordt de lijn gereden met gelede bussen (behalve zomer 2018).
Op 22 juli 2018 bij de ingebruikname van de Noord/Zuidlijn werd de lijn ingekort tot het Noorderpark en daar gekoppeld aan lijn 32 waarbij het lijnnummer 32 kwam te vervallen. Omdat het personeel nu eindpuntrust heeft aan het Olof Palmeplein kwam het eindpunthuisje in Molenwijk buiten gebruik en wordt nu ingebruik genomen door een sportschool. Op 3 januari 2021 werd de route verlegd over de vrije busbaan op de Klaprozenweg in plaats van de Kamperfoelieweg.
Huidig: 15 · 18 · 21 · 22 · 34 · 35 · 36 · 37 · 38 · 40 · 41 · 43 · 44 · 47 · 48 · 49 · 61 · 62 · 63 · 65 · 66 · 68 · 231 · 233 · 245 · 246 · 247 · 267 · 360 · 369 · 461 · 463 · 464
Voormalig: A · B · C · D · E · F · G · H · K · L · M · P · R · S · 5 · 6 · 8 · 11 · 12 · 13S · 14 · 17 · 19 · 20 · 23 · 26 · 28 · 29 · 30 · 31 · 32 · 33 · 39 · 42 · 44P · 45 · 46 · 50/51 · 53 · 54 · 55 · 56 · 57 · 58 · 59 · 60 · 60S · 64 · 67 · 69 · 70 · 95/195 · 148 · 149 · 165/166 · 192 · 199 · 222 · 230 · 232 ·  240 · 248 · 249 · 265 · 269 · 315 · 326 · 465 · 580 · 581 · 582 · 583

Zie ook: Amsterdams busnet · Geschiedenis busnet · Amsterdams nachtbusnet · Portaal openbaar vervoer